# محمد عبد الكريم الغماري
محمد عبد الكريم الغماري هو لواء ركن ورئيس هيئة الأركان العامة في القوات المسلحة التابعة لجماعة أنصار الله (الحوثيين) في اليمن. يُعد الغماري ثاني أهم شخصية عسكرية في صفوف الجماعة بعد زعيمها عبد الملك الحوثي.

## سيرته الذاتية
ولد الغماري في عزلة ضاعن بمديرية وشحة في محافظة حجة شمال غرب اليمن. التحق بمعهد حسين بدر الدين الحوثي في عام 2003، حيث تلقى تعليماً عقائدياً وفقاً لأيديولوجيا الجماعة. وفي عام 2012، سافر إلى لبنان حيث خضع لتدريبات عسكرية وعقائدية في الضاحية الجنوبية لبيروت على يد حزب الله. كما تلقى دورات متقدمة في إيران على أيدي الحرس الثوري الإيراني، شملت بناء منظومات الصواريخ الباليستية والتكتيكات القتالية.
تدرج في المناصب الميدانية والعسكرية داخل الجماعة، وشارك في الاشتباكات ضد السعوديين إلى جانب عبد الملك الحوثي حين كان متخفياً في محافظة صعدة. شغل منصب المشرف العسكري لمحافظة حجة، ثم القائد الميداني في الحديدة، فالمسؤول الأمني في صنعاء. في ديسمبر 2016، عُيِّن رئيساً لهيئة الأركان العامة في ما يسمى "حكومة الإنقاذ الوطني" غير المعترف بها دولياً. تولى منذ ذلك الحين مسؤولية التخطيط والتنسيق للعمليات العسكرية للجماعة، بما في ذلك الهجمات عبر الحدود. يُعد الغماري من أبرز القادة المسؤولين عن إطلاق الصواريخ والطائرات المسيّرة باتجاه السعودية والإمارات، كما ارتبط اسمه منذ ديسمبر 2023 بالهجمات البحرية التي استهدفت سفن الشحن في البحر الأحمر، وكذلك الهجمات التي طالت إسرائيل.
في مايو 2021، فرضت وزارة الخزانة الأمريكية عقوبات عليه بتهمة تهديد الأمن والاستقرار في اليمن والمنطقة. وفي نوفمبر من العام نفسه، أدرجته الأمم المتحدة ضمن قائمة العقوبات بموجب قرارات مجلس الأمن 2140 و2216 لدوره المحوري في تأجيج النزاع المسلح.
في يونيو 2025، أفادت تقارير إعلامية عن محاولة إسرائيلية لاغتيال الغماري بغارة جوية استهدفت موقعاً في العاصمة صنعاء. وبينما أشارت بعض المصادر إلى مقتله، لم تؤكد جماعة الحوثي ذلك، وأفادت مصادر محلية بفرض طوق أمني في منطقة الهجوم، ما زاد من الغموض حول مصيره.